# Cascabel (peperoncino)
Cascabel è una cultivar di peperoncino della specie Capsicum annuum originaria del Messico.
Il nome in spagnolo significa "piccolo sonaglio" ed è legato al rumore che fanno i semi quando si scuote il frutto secco.

## Caratteristiche
I frutti sono tondeggianti, con un diametro di circa 3 cm, di colore dal verde al rosso a seconda dello stadio di maturazione; dopo l'essiccazione virano verso il marrone.